# Holme (North Yorkshire)
Holme is een civil parish in het bestuurlijke gebied Hambleton, in het Engelse graafschap North Yorkshire.